# Európai Filmdíj a legjobb animációs filmnek
A legjobb animációs film (angolul: Best European Animated Feature Film) elismerés az 1988-ban alapított Európai Filmdíjak egyike, amelyet 2009 óta ítélnek oda az Európai Filmakadémia (EFA) tagjainak szavazata alapján az év európai filmterméséből legjobbnak ítélt animációs filmes alkotásának. A díjátadóra felváltva Berlinben, illetve egy-egy európai városban megrendezett gála keretében kerül sor minden év végén.
A kategória jelöltjeinek listáját egy, az Európai Filmakadémia, valamint a CARTOON, Európai Animációs Filmszövetség képviselőiből álló vegyesbizottság állítja össze, amely döntését az általános jelölési eljárás lezárása után hozza nyilvánosságra. A végső szavazásra bocsátott filmek száma 2015-ig három, 2016 és 2020 között négy, 2021-től öt.
A díj megnevezése 2009 és 2012 között az Európai Filmakadémia animációs filmje (European Film Academy Animated Feature Film)volt; 2013-ban kapta jelenlegi nevét.

## Díjazottak és jelöltek
| „Díjazott” – szürkéskék háttérrel   |
| „Jelölt” – világos szürke háttérrel |

### 2000-es évek
| Év                          | Magyar címe           | Eredeti címe                  | Rendező                                     | Ország |
| --------------------------- | --------------------- | ----------------------------- | ------------------------------------------- | ------ |
| 2009                        |                       |                               |                                             |        |
| Mia és Migoo                | Mia et le Migou       | Jacques-Rémy Girerd           | Franciaország · Olaszország                 |        |
| Niko – Repülj a csillagokig | Niko - Lentäjän poika | Michael Hegner, Kari Juusonen | Finnország · Németország · Dánia · Írország |        |
| Kells titka                 | The Secret of Kells   | Tomm Moore, Nora Twomey       | Franciaország · Írország · Belgium          |        |

### 2010-es évek
| Év                                         | Magyar címe                                   | Eredeti címe                                   | Rendező                                                                    | Ország |
| ------------------------------------------ | --------------------------------------------- | ---------------------------------------------- | -------------------------------------------------------------------------- | ------ |
| 2010                                       |                                               |                                                |                                                                            |        |
| 51-es bolygó                               | Planet 51                                     | Jorge Blanco, Javier Abad, Marcos Martínez     | Spanyolország · Egyesült Királyság                                         |        |
| Az illuzionista                            | L'Illusionniste                               | Sylvain Chomet                                 | Franciaország · Egyesült Királyság                                         |        |
| Sammy nagy kalandja – A titkos átjáró      | Sammy's avonturen: De geheime doorgang        | Ben Stassen                                    | Belgium                                                                    |        |
| 2011                                       |                                               |                                                |                                                                            |        |
| Chico & Rita                               | Chico y Rita                                  | Tono Errando, Javier Mariscal, Fernando Trueba | Spanyolország · Man sziget                                                 |        |
| A rabbi macskája                           | Le Chat du rabbin                             | Antoine Delesvaux, Joann Sfar                  | Franciaország                                                              |        |
| Egy macska kettős élete                    | Une vie de chat                               | Jean-Loup Felicioli, Alain Gagnol              | Franciaország · Belgium                                                    |        |
| 2012                                       |                                               |                                                |                                                                            |        |
| Alois Nebel                                | Alois Nebel                                   | Tomáš Luňák                                    | Csehország · Németország                                                   |        |
| Kalózok! – A kétballábas banda             | The Pirates! In an Adventure with Scientists! | Peter Lord, Jeff Newitt                        | Egyesült Királyság · Amerikai Egyesült Államok                             |        |
| Ráncok                                     | Arrugas                                       | Ignacio Ferreras                               | Spanyolország                                                              |        |
| 2013                                       |                                               |                                                |                                                                            |        |
| A futurológiai kongresszus                 | The Congress                                  | Ari Folman                                     | Izrael · Németország · Lengyelország · Luxemburg · Franciaország · Belgium |        |
| Jasmine                                    | Jasmine                                       | Alain Ughetto                                  | Franciaország                                                              |        |
| Pinokkió                                   | Pinocchio                                     | Enzo d' AIò                                    | Olaszország · Luxemburg · Franciaország · Belgium                          |        |
| 2014                                       |                                               |                                                |                                                                            |        |
| A boldogság művészete                      | L'arte della felicità                         | Alessandro Rak                                 | Olaszország                                                                |        |
| Csodabogarak – Az elveszett hangyák völgye | Minuscule - La vallée des fourmis perdues     | Hélène Giraud, Thomas Szabo                    | Franciaország · Belgium                                                    |        |
| –––                                        | Jack et la mécanique du cœur                  | Stéphane Berla, Mathias Malzieu                | Franciaország · Belgium                                                    |        |
| 2015                                       |                                               |                                                |                                                                            |        |
| A tenger dala                              | Song of the Sea                               | Tomm Moore                                     | Írország · Franciaország · Luxemburg · Dánia · Belgium                     |        |
| –––                                        | Adama                                         | Simon Rouby                                    | Franciaország                                                              |        |
| Shaun, a bárány – A film                   | Shaun the Sheep Movie                         | Richard Starzak, Mark Burton                   | Egyesült Királyság                                                         |        |
| 2016                                       |                                               |                                                |                                                                            |        |
| Életem Cukkiniként                         | Ma vie de courgette                           | Claude Barras                                  | Svájc · Franciaország                                                      |        |
| A vörös teknős                             | La tortue rouge                               | Michael Dudok de Wit                           | Franciaország · Belgium                                                    |        |
| Pszichonauták – Az elveszett gyerekek      | Psiconautas, los niños olvidados              | Pedro Rivero, Alberto Vázquez                  | Spanyolország                                                              |        |
| 2017                                       |                                               |                                                |                                                                            |        |
| Loving Vincent                             | Loving Vincent                                | Dorota Kobiela, Hugh Welchman                  | Lengyelország · Egyesült Királyság                                         |        |
| –––                                        | Ethel & Ernest                                | Roger Mainwood                                 | Egyesült Királyság · Luxemburg                                             |        |
| Louise a tengerparton                      | Louise en hiver                               | Jean-François Laguionie                        | Franciaország · Kanada                                                     |        |
| –––                                        | Zombillénium                                  | Arthur de Pins, Alexis Ducord                  | Franciaország · Belgium                                                    |        |
| 2018                                       |                                               |                                                |                                                                            |        |
| Még egy nap élet                           | Another Day of Life                           | Damian Nenow és Raúl de la Fuente              | Lengyelország · Spanyolország · Belgium · Németország · Magyarország       |        |
| A kenyérkereső                             | The Breadwinner                               | Nora Twomey                                    | Írország · Kanada · Luxemburg                                              |        |
| Fehér Agyar                                | Croc-Blanc                                    | Alexandre Espigares                            | Franciaország · Luxemburg                                                  |        |
| Ősember – Kicsi az ős, de hős!             | Early Man                                     | Nick Park                                      | Egyesült Királyság                                                         |        |
| 2019                                       |                                               |                                                |                                                                            |        |
| Buñuel a teknősök labirintusában           | Buñuel en el laberinto de las tortugas        | Salvador Simó                                  | Spanyolország · Hollandia                                                  |        |
| Kabul fecskéi                              | Les hirondelles de Kaboul                     | Zabou Breitman és Éléa Gobbé-Mévellec          | Franciaország · Luxemburg · Svájc                                          |        |
| Keresem a testem                           | J'ai perdu mon corps                          | Jérémy Clapin                                  | Franciaország                                                              |        |
| Marona csodálatos kalandjai                | L'extraordinaire voyage de Marona             | Anca Damian                                    | Franciaország · Románia · Belgium                                          |        |

### 2020-as évek
| Év                                        | Magyar címe                                                   | Eredeti címe                          | Rendező                                                                                         | Ország |
| ----------------------------------------- | ------------------------------------------------------------- | ------------------------------------- | ----------------------------------------------------------------------------------------------- | ------ |
| 2020                                      |                                                               |                                       |                                                                                                 |        |
| Josep                                     | Josep                                                         | Aurel                                 | Franciaország · Belgium · Spanyolország                                                         |        |
| Calamity, Jane Cannary gyermekkora        | Calamity: A Childhood of Martha Jane Cannary                  | Rémi Chayé                            | Franciaország · Dánia                                                                           |        |
| Klaus – A karácsony titkos története      | Klaus                                                         | Sergio Pablos                         | Spanyolország                                                                                   |        |
| ───                                       | Nosz, ili Zagovor „nye takih“ (Нос, или Заговор „не таких“)   | Andrej Jurevics Hrzsanovszkij         | Oroszország                                                                                     |        |
| 2021                                      |                                                               |                                       |                                                                                                 |        |
| Menekülés                                 | Flee                                                          | Jonas Poher Rasmussen                 | Dánia · Franciaország · Svédország · Norvégia                                                   |        |
| –––                                       | Apstjärnan                                                    | Linda Hambäck                         | Svédország · Norvégia · Dánia                                                                   |        |
| Az egér legjobb barátja                   | Myši patří do nebe                                            | Denisa Abrhámová, Jan Bubeníček       | Csehország · Franciaország · Lengyelország · Szlovákia                                          |        |
| Farkasok népe                             | Wolfwalkers                                                   | Tomm Moore és Ross Stewart            | Írország · Luxemburg · Franciaország · Dánia · Egyesült Királyság · Amerikai Egyesült Államok   |        |
| Hol van Anne Frank?                       | Where Is Anne Frank                                           | Ari Folman                            | Belgium · Luxemburg · Izrael · Hollandia · Franciaország                                        |        |
| 2022                                      |                                                               |                                       |                                                                                                 |        |
| Kutyáknak és olaszoknak tilos!            | Interdit aux chiens et aux Italiens                           | Alain Ughetto                         | Franciaország · Olaszország · Belgium · Svájc · Portugália                                      |        |
| A kis Nicolas – Eljött a boldogság ideje! | Le petit Nicolas : Qu’est-ce qu’on attend pour être heureux ? | Amandine Fredon és Benjamin Massoubre | Franciaország · Luxemburg                                                                       |        |
| –––                                       | Knor                                                          | Mascha Halberstad                     | Hollandia · Belgium                                                                             |        |
| –––                                       | Les Voisins de mes voisins sont mes voisins                   | Anne-Laure Daffis és Léo Marchand     | Franciaország                                                                                   |        |
| Szerelmi viszonyom a házassággal          | My Love Affair with Marriage                                  | Signe Baumane                         | Lettország · Amerikai Egyesült Államok · Luxemburg                                              |        |
| 2023                                      |                                                               |                                       |                                                                                                 |        |
| Robotálmok                                | Robot Dreams                                                  | Pablo Berger                          | Spanyolország · Franciaország                                                                   |        |
| –––                                       | A Greyhound of a Girl                                         | Enzo d’Alò                            | Luxemburg · Olaszország · Írország · Egyesült Királyság · Lettország · Észtország · Németország |        |
| Csirkét Lindának!                         | Linda veut du poulet!                                         | Chiara Malta és Sébastien Laudenbach  | Franciaország · Olaszország                                                                     |        |
| Fantasztikus Maurícius                    | The Amazing Maurice                                           | Toby Genkel                           | Németország · Egyesült Királyság                                                                |        |
| Műanyag égbolt                            | Műanyag égbolt                                                | Szabó Sarolta és Bánóczki Tibor       | Magyarország · Szlovákia                                                                        |        |
| 2024                                      |                                                               |                                       |                                                                                                 |        |
| Áradás                                    | Straume                                                       | Gints Zilbalodis                      | Lettország · Franciaország · Belgium                                                            |        |
| A szultána álma                           | El sueño de la sultana                                        | Isabel Herguera                       | Spanyolország · Németország · India                                                             |        |
| –––                                       | Sauvages                                                      | Claude Barras                         | Svájc · Franciaország · Belgium                                                                 |        |
| –––                                       | They Shot the Piano Player                                    | Fernando Trueba, Javier Mariscal      | Spanyolország · Franciaország · Hollandia · Portugália                                          |        |
| –––                                       | Život k sežrání                                               | Kristina Dufková                      | Csehország · Franciaország · Szlovákia                                                          |        |